# رانشرز بيز
رانشيرس بييس (بالإنجليزية: Ranchers Bees FC)‏، هو نادي كرة قدم نيجيري وهو نادي أساسي في نيجيريا. وبقع مقره في مدينة كادونا ويلعب مباراته في ستاد رانشرز بيز الذي يتسع لـ10،000 متفرج.